# Take Me Higher (데이브 로저스의 음반)
Tack Me Higher는 이탈리아의 지안카를로 파스퀴니가 데이브 로저스(Dave Rodgers)라는 예명으로 발매한 앨범이다.

## 수록곡
| #   | 제목                     | 재생 시간 |
| --- | ------------------------ | --------- |
| 1.  | 〈Take Me Higher〉       |           |
| 2.  | 〈Music For The People〉 |           |
| 3.  | 〈Smoke On The Water〉   |           |
| 4.  | 〈Woman From Tokyo〉     |           |
| 5.  | 〈Soul Gasoline〉        |           |
| 6.  | 〈I'll Be Your Hero〉    |           |
| 7.  | 〈Sun City〉             |           |
| 8.  | 〈Milan Milan Milan〉    |           |
| 9.  | 〈Made In Japan〉        |           |
| 10. | 〈Seventies〉            |           |
| 11. | 〈Boom Boom Japan〉      |           |
| 12. | 〈Let It Be〉            |           |

## 기타
- 이 앨범의 첫 번째 수록곡 <<Tack Me Higher>>는 지안카를로 파스퀴니 본인이 V6에게 프로듀스 해준 곡이였으며 이 곳에 수록된 곡은 그 곡을 영어로 번안한 곡이다.
- 열번째 곡 <<Seventies>>는 토마스 마린이 메가 에너지맨(Mega NRG Man)의 명의로 낸 곡을 커버한 곡이다.
- 열한번째 곡 <<Boom Boom Japan>>은 이니셜D의 삽입곡중 하나였다.

## 같이 보기
- TACK ME HIGHER (V6의 음반)
- 데이브 로저스
- 유로비트
- 이니셜D